# Superheat
Superheat is een livealbum van de Nederlandse rockband The Gathering, uitgebracht in 2000.
Het album is opgenomen in Paradiso, alleen Rescue Me en Strange Machines zijn opgenomen in 013.

## Nummers
1. The Big Sleep
2. On Most Surfaces (Inuït)
3. Probably Build In The Fifties
4. Liberty Bell
5. Marooned
6. Rescue Me
7. Strange Machines
8. Nighttime Birds
9. My Electricity
10. Sand And Mercury
11. Eléanor (CD-Rom bonus track)

## Bezetting
- Anneke van Giersbergen
- René Rutten
- Frank Boeijen
- Hans Rutten
- Hugo Prinsen Geerligs